# Remember a Day
A Pink Floyd Remember a Day című dala 1968. június 29-én jelent meg a zenekar A Saucerful of Secrets című albumán. A dalt Richard Wright írta, felvételei 1967 májusában, a The Piper at the Gates of Dawn idején készültek; néhány rájátszás után októberben készült el teljesen. Eredeti címe Sunshine volt.
A The Pink Floyd Encyclopedia című könyvben viszont az áll, hogy októberben egy teljesen új felvételt készítettek. Nick Masonnek nem volt ötlete, hogy milyen dobszólamot játsszon, ezért helyette Norman Smith játszott a dalban. A dal hangzásának különleges színezetet ad Syd Barrett slide-os gitárjátéka.
Wright másik, See-Saw című dalához hasonlóan a Remember a Day is a boldog gyermekkor emlékeiről szól. Elmélkedő hangulatával kitűnik az album többi dala közül.

## Idézet
Magam tanultam gitározni és a Pink Floyd volt az egyetlen zenekar, amiben játszottam. A Corporal Clegg felvételén nem vettem részt, de játszottam egy másik dalban, amit Richard Wright írt. A címére már nem emlékszem, de a háttérben steel gitár szólt. A lemezzel voltak problémák, de most már majdnem kész, az EMI néhány hónapon belül ki is adhatja. Mostanában leginkább új dalokat írok.

## Részlet
- Nem tudod lejátszani a fájlt? Olvasd el a Wikipédia:Médiafájlok lapot.

## Közreműködők
- Syd Barrett – akusztikus gitár, slide gitár
- Richard Wright – ének, billentyűs hangszerek
- Roger Waters – basszusgitár
- Norman Smith – dob, ütőhangszerek, vokál

### Produkció
- Norman Smith – producer